# キャッスル・ロック・エンターテインメント
キャッスル・ロック・エンターテインメント（Castle Rock Entertainment）は、ロブ・ライナーが設立した映画・テレビ製作会社（ワーナー・ブラザース・ディスカバリー傘下）。このキャッスル・ロック・エンターテインメントの名前は、『スタンド・バイ・ミー』の舞台でもある架空の街（キャッスルロック）からとった。

## 製作映画
- ショーシャンクの空に
- ノース 小さな旅人
- カンガルー・ジャック
- 幸せのレシピ
- ポーラー・エクスプレス
- ドリームキャッチャー
- ア・フュー・グッドメン
- グリーンマイル
- ワイルド・チェイス
- ランド・オブ・ウーマン/優しい雨の降る街で（英語版）
- ソルトン・シー
- デンジャラス・ビューティー
- デンジャラス・ビューティー2
- 噂のモーガン夫妻
- 完全犯罪クラブ
- フィクサー
- 素顔のままで
- ラブソングができるまで
- プルート・ナッシュ
- アトランティスのこころ
- マジェスティック
- トゥー・ウィークス・ノーティス
- ビフォア・サンセット
- プルーフ・オブ・ライフ
- カオス・セオリー
- 隣のリッチマン
- スルース
- ストーリー・オブ・ラブ
- 目撃
- ファースター 怒りの銃弾
- ステイ・フレンズ
- ビフォア・ミッドナイト
- LBJ ケネディの意志を継いだ男
- 記者たち 衝撃と畏怖の真実
- アルバート・ブルックス / ディフェンディング・マイ・ライフ（英語版）

## テレビ製作
- となりのサインフェルド